# District de Shenhe
Le district de Shenhe (沈河区 ; pinyin : Shěnhé Qū) est une subdivision administrative de la province du Liaoning en Chine. Il est placé sous la juridiction de la ville sous-provinciale de Shenyang.